# Centre national hospitalier et universitaire Hubert Koutoukou Maga
Pour les articles homonymes, voir HKM.
Le Centre national hospitalier et universitaire Hubert Koutoukou Maga (CNHU-HKM), créé le 30 octobre 1962 sous le mandat du président Hubert Maga, est le principal centre de santé implanté à Cotonou, la capitale économique du Bénin.

## Historique et présentation
Fondé en 1962, l'établissement s'est d'abord nommé « Hôpital 350 lits » (eu égard à sa capacité d'accueil) avant d'être rebaptisé  « Centre national hospitalier et universitaire de Cotonou » (CNHU-C) le 10 janvier 1973. L'hôpital a pris son nom actuel à la suite du décès d'Hubert Maga, le premier président béninois.
Il s'agit du premier établissement hospitalier du pays qui dispose, en 2018, de 642 lits, d'un service d'accueil des urgences, de deux salles de réanimation polyvalentes ainsi que de dix services de spécialité chirurgicale, de douze services de médecine et spécialité médicale, d'un service de pharmacie, d'un service social hospitalier et de six services médico-techniques.
La première morgue du sud du pays est celle installée dans l'hôpital et construite dès 1963.
L'établissement accueille les étudiants de la faculté de médecine de l'université d'Abomey-Calavi.
En novembre 2020, le pays acquiert son premier appareil d'imagerie par résonance magnétique et l'installe au CNHU-HKM.
En avril 2021, la toute première chirurgie à cœur ouvert du pays s'est déroulée dans l'établissement. 